# Цироз печінки
Циро́з печі́нки (від грец. κίρρωση — рудий; лат. cirrhosis hepatis; англ. liver cirrhosis) — кінцевий результат хронічного запального процесу в печінці, внаслідок якого у вогнищах запальних змін в її паренхімі, відбувається заміщення печінкових часток сполучною тканиною з утворенням циротичних вузлів. Це призводить до порушення численних функцій печінки (зрушення білкового обміну, нестача певних вітамінів, зміни у системі згортання крові тощо).
Термін «цироз» запропонував французький лікар Рене Лаеннек (1819 рік), маючи на увазі особливості морфологічних змін печінки — щільна, горбкувата, рудого забарвлення.
Перший відомий опис цієї хвороби зробив Гіппократ у V столітті до нашої ери. Термін «цироз» був утворений 1819 року від грецького слова «kirrhos», яке підкреслює жовтувате забарвлення хворої печінки.
Хвороба зазвичай розвивається повільно протягом місяців або років. Ранні симптоми — це втома, слабкість, втрата апетиту, незрозуміле зменшення ваги, нудота та блювання, а також неприємні відчуття у правому підребер'ї. У міру загострення захворювання можуть додатися сверблячка, набряк гомілок, накопичення рідини в черевній порожнині, жовтяниця, швидке утворення синців і розвиток павукоподібних розширень кровоносних судин на шкірі. Скупчення рідини в черевній порожнині спричиняє суперінфекції. Серйознішими ускладненнями можуть бути печінкова енцефалопатія, кровотеча з розширених вен стравоходу, шлунку чи кишок з появою гематемезису, переход у рак печінки.
Цироз найчастіше спричинений хронічним гепатитом B і хронічним гепатитом C, алкогольною хворобою печінки, неалкогольним стеатогепатитом (НАСГ — клінічна форма неалкогольної жирової хвороби печінки), зловживанням героїном. НАСГ має низку причин, зокрема ожиріння, високий кров'яний тиск, надмірний рівень холестерину, діабет другого типу та метаболічний синдром. Менш поширеними причинами цирозу є аутоімунний гепатит, первинний біліарний холангіт і склерозуючий холангіт, який порушує прохідність жовчних проток, генетичні розлади, як-от хвороба Вільсона та спадковий гемохроматоз, а також хронічна серцева недостатність із застоєм печінки.
Вакцина проти гепатиту В може запобігти гепатиту В і розвитку цирозу печінки, але щеплення проти гепатиту С не існує. Ефективне лікування цирозу печінки невідомо, але можна уповільнити або запобігти погіршенню стану. Гепатит С можна вилікувати противірусними препаратами. У всіх випадках слід уникати прийому алкоголю. Аутоімунний гепатит можна лікувати за допомогою імунодепресантів і глюкокортикостероїдів. Інші ліки призначаються за таких ускладнень, як асцит, набряки ніг, печінкова енцефалопатія та розширення вен стравоходу. Якщо цироз призводить до печінкової недостатності, лікування має включати трансплантацію печінки.

## Актуальність
2015 року цироз печінки уразив близько 2,8 мільйона людей і спричинив 1,3 мільйона смертей. З цих смертей 348 000 завдав алкоголь, 326 000 — гепатит С, 371 000 — гепатит В. Для прикладу, у Сполучених Штатах від цирозу помирає більше чоловіків, ніж жінок. Кількість нових випадків у промислово розвинених країнах становить 250 на 100 000 жителів на рік. Співвідношення хворих чоловіків і жінок дорівнює 2:1. За оцінками наприклад, близько мільйона людей у Німеччині має цироз печінки. Цироз печінки є найпоширенішою причиною раку печінки, який щороку уражає близько 9000 людей лише у Німеччині. До групи ризику входять люди з хронічною інфекцією вірусу гепатиту С і особи з неалкогольною жировою хворобою печінки.
Здебільшого, цироз розвивається протягом багатьох років або десятиліть, натомість швидший перебіг — менше року є рідкісним. У Європі найпоширенішими причинами є зловживання алкоголем, неалкогольна жирова хвороба печінки та хронічні вірусні гепатити.

## Види
За етіологією вирізняють цирози печінки:
- Внаслідок вірусних гепатитів із гемоконтактною передачею — гепатит B, С, D тощо.
- Спричинений токсичними факторами — медикаментами або хімічними речовинами.
- Алкогольний цироз.
- Нутрітивні порушення — після операцій накладання кишкових анастомозів з приводу ожиріння.
- Наслідки обтурації жовчних шляхів, повторний біліарний цироз.
- Вторинний цироз із пасивним венозним застоєм.
- Неповний біліарний цироз внаслідок кістозного фіброзу.
- Вроджені (хвороба Ренді — Ослера — Вебера, амілопектиноз, брак 1-альфатрипсина, таласемія, гемохроматоз, хвороба Вільсона, у результаті вродженого сифілісу).
- Невідомої етіології: криптогенний цироз, первинний біліарний цироз.

## Класифікація стадій цирозу за шкалою Чайлда— П'ю
| Параметр                   | 1 бал           | 2 бала                                                             | 3 бала                                               |
| -------------------------- | --------------- | ------------------------------------------------------------------ | ---------------------------------------------------- |
| Білірубін, мкмоль/л (мг %) | менше 34 (2,0)  | 34—51 (2,0—3,0)                                                    | більше 51 (3,0)                                      |
| Альбумін, г/л              | більше 35       | 28—35                                                              | менше 28                                             |
| ПТЧ, (сек) або ПТІ (%)     | 1—4 (більше 60) | 4—6 (40—60)                                                        | більше 6 (менше 40)                                  |
| Асцит                      | відсутній       | наявний                                                            | напружений, декомпенсований                          |
| Печінкова енцефалопатія    | відсутня        | Легка форма (I—II) (не рефрактерний до медикаментозного лікування) | Тяжка форма (III—IV) (резистентний або рефрактерний) |

- Стадія цирозу за Чайлд — П'ю А — 5—8 балів.
- Стадія цирозу за Чайлд — П'ю В — 7—9 балів.
- Стадія цирозу за Чайлд — П'ю С — 10—15 балів.

## Клінічні ознаки
Спостерігають різної тривалості слабкість, поганий апетит, іноді нудоту, блювання, біль у правому підребер'ї, носові та інші кровотечі.
Під час огляду хворі іноді виглядають виснаженими, спостерігається жовтяниця. На шкірі переважно верхньої частини тулуба, знаходять судинні «зірочки» — павукоподібні розширення судин (телеангіектазії). Пальці можуть набувати форму «барабанних паличок», нігті — «годинникового скла». Можлива гіперемія долонь. Печінка зазвичай збільшена, щільна на дотик.
У разі порушення відтоку портальною веною (портальна гіпертензія) з'являється асцит, видно розширені вени на шкірі живота («голова медузи»), збільшена селезінка.
Коли досліджують кров, то у хворих є помірна анемія, лейкопенія, тромбоцитопенія (як прояви гіперспленізму). У сироватці крові підвищується активність амінотрансфераз (особливо аспарагінової), альдолази, білірубіну. Білкові зсуви відзначаються зменшенням альбумінів, збільшенням глобулінів, особливо гамма-глобулінів, одночасно збільшується показник тимолової проби. Знижується вміст у сироватці протромбіну і холестерину.
Під час фіброгастродуоденоскопії у низці випадків, виявляють розширення вен стравоходу, з яких можлива рясна кровотеча з гематемезисом.
Клінічно в одних випадках можуть переважати симптоми портальної гіпертензії, в інших — порушення функцій печінки зі збільшенням її розмірів, жовтяницею, іншими проявами.
Своєрідною клінічною формою хвороби є первинний біліарний цироз печінки, при якому уражаються внутрішньопечінкові жовчні протоки і виникає жовтяниця з вираженим свербежем, підвищенням рівню білірубіну і холестерину у крові. Перебіг хвороби ускладнюється підвищеною кровоточивістю, з'являються ксантелазми на повіках (відкладання холестерину на шкірі). У крові підвищується активність лужної фосфатази.
Подальший розвиток цирозу печінки з порушенням її діяльності, може призвести до печінкової коми, зазвичай екзогенного характеру. Для неї притаманні порушення нервової діяльності, безсоння, апатія, сонливість, періодична дратівливість і агресивність. З'являється жовтяниця. Смерть може настати через зростання інтоксикації, гіпотонії, гіпотермії, явищ геморагічного діатезу.

## Лікування
Харчування повинно бути різноманітним, висококалорійним, з достатнім вмістом повноцінного білку. При асциті та затримці рідини в інших порожнинах організму, обмежують поварену сіль. Призначають вітаміни групи В (вітамін В12, фолієва кислота). За наявності жирової дистрофії (в осіб, що хворіють на алкоголізм) показані метионін, холіну хлорид. У разі асциту та набряків, вводять сечогінні засоби: спіронолактон, фуросемід, гіпотіазид. Проти свербежу застосовують метилтестостерон по 5 мг тричі на день.
Початковий цироз печінки з вираженою активністю, гарячкою, білковими зрушеннями, високою ферментемією є показанням до застосування глюкокортикостероїдів (преднізолон) і цитостатичних засобів (азатіоприн).
Розвиток печінкової коми у хворих цирозом печінки, має дуже несприятливий прогноз. Хворим обмежують білок у дієті, призначать антибіотики широкого спектру дій, вводять достатню кількість рідини у вигляді 5 % розчину глюкози. Проводиться у компенсованих випадках трансплантація печінки.
Здебільшого, пошкодження печінки внаслідок цирозу не можна повернути назад, але лікування здатне зупинити або затримати подальший розвиток та зменшити ускладнення. Заохочується здорове харчування, оскільки перебіг цирозу печінки може бути енергозатратним. Рекомендована дієта складається з їжі з високим вмістом білку та клітковини, а також добавок амінокислот з розгалуженим ланцюгом. Часто потрібне ретельне спостереження. Різні ліки можуть допомогти при свербінні. Проносні засоби, як-от лактулоза, знижують ризик закрепів. Карведилол підвищує виживаність пацієнтів із цирозом печінки та портальною гіпертензією.
Алкогольний цироз печінки, спричинений безладним вживанням алкоголю, лікується шляхом цілковитої відмови від спиртних напоїв. Лікування пов'язане з гепатитним цирозом передбачає ліки, котрі використовуються для лікування різних типів гепатиту.
Цироз печінки при прогресуванні хвороби Вільсона, лікується шляхом видалення міді, яка накопичується в органах. Це здійснюється за допомогою хелатної терапії, як-от пеніциламін. Якщо причиною є перевантаження залізом, залізо видаляється за допомогою хелатного агента, наприклад дефероксаміну, або шляхом кровопускання.
Станом на 2021 рік тривають дослідження щодо вивчення препаратів для запобігання цирозу печінки, спричиненого неалкогольною жировою хворобою печінки (НАЖХП або НАСГ). Доведено, що препарат під назвою семаглутід забезпечує більше усунення НАСГ порівняно з плацебо. Поліпшення фіброзу не спостерігалося. Поєднання цилофексор/фірсокостат досліджували у пацієнтів із перехідним фіброзом і цирозом печінки. Було виявлено, що це призвело до покращення активності НАСГ з потенційним антифіброзним ефектом. Ланіфібранор також показаний для запобігання погіршенню фіброзу.

## Поширення
Щороку приблизно один мільйон смертей відбувається через ускладнення цирозу печінки, що робить

Смертність від цирозу на мільйон осіб станом на 2012 рік: жовте — 9—44, червоне — 283—867

цю хворобу 11 найпоширенішою причиною смерті в усьому світі. Для прикладу, 2001 року цироз і хронічні захворювання печінки були десятою провідною причиною смерті чоловіків і 12 серед жінок у Сполучених Штатах, щороку вбиваючи близько 27 000 людей.
Приводи цирозу можуть бути різними; алкогольна та неалкогольна жирова хвороба печінки, є основними причинами в західних і промислово розвинених країнах, тоді як вірусний гепатит є переважною причиною в країнах з низьким і середнім рівнем доходу. Цироз частіше зустрічається у чоловіків, ніж у жінок. Ціна цирозу з точки зору людських страждань, витрат на лікарні та втрати продуктивності є високою.
У всьому світі розподілені за віком показники років життя з поправкою на непрацездатність (DALY) зменшилися з 1990 по 2017 рік, зі значеннями, що змінилися з 656,4 років на 100 000 осіб до 510,7 років на 100 000 осіб. У чоловіків показники DALY знизилися з 903,1 років на 100 000 населення 1990 року до 719,3 років на 100 000 населення станом на 2017 рік; у жінок показники DALY знизилися з 415,5 років на 100 000 населення 1990 року до 307,6 років на 100 000 населення 2017 року. Однак у всьому світі загальний показник DALY збільшився на 10,9 мільйона з 1990 по 2017 рік, досягнувши значення 41,4 мільйона DALY.

## Профілактика
Основними напрямками попередження цирозу печінки, є намагання зменшити споживання алкоголю (через певні заходи: зміни ціноутворення, пропозиції з охорони здоров'я та особисті поради), подальша робота щодо зменшення передавання вірусних гемоконтактних гепатитів, та вчасного обстеження родичів людей зі спадковими захворюваннями печінки.
Мало відомо про чинники, які впливають на ризик виникнення і розвиток цирозу. Проте багато досліджень, надають все більше доказів захисного впливу споживання кави проти поширення деяких захворювань печінки. Кава має антиоксидантну та антифіброзну дію. Кофеїн не є тут важливою складовою, натомість поліфеноли можуть бути важливішими. Вживання двох або більше чашок кави на день впливає на покращення активності печінкових ферментів АЛТ, АСТ і ГГТ. Навіть у людей із захворюваннями печінки, споживання кави може зменшити фіброз і, відповідно, циротизацію.

### Запобігання подальшому пошкодженню печінки
Незалежно від основної причини цирозу, споживання алкоголю та інших гепатотропних шкідливих речовин, не допускається. Немає доказів, які б підтверджували необхідність уникання або зменшення дози парацетамолу людям із компенсованим цирозом; отже він вважається безпечним анальгетиком для зазначених осіб.
Слід розглянути можливість вакцинації пацієнтів проти гепатиту В. Лікування причини цирозу запобігає подальшому пошкодженню печінки; наприклад, прийом пероральних противірусних препаратів, як-от ентекавір і тенофовір, якщо цироз спричинений гепатитом В, може відвернути розвиток цирозу. Так само контроль ваги та діабету, попереджує прогрес цирозу внаслідок неалкогольної жирової хвороби печінки.
Слід уникати прийому ліків, які можуть ще більше пошкодити печінку. До них належать деякі препарати, наприклад антидепресанти, певні антибіотики та НПЗП (наприклад, ібупрофен). Ці речовини є гепатотоксичними, оскільки метаболізуються в печінці. Якщо є нагальна життєва необхідність прийому цих препаратів, їхню кількість і дозування можна скоригувати.

### Спосіб життя
Відповідно до систематичного огляду 2018 року, заснованого на дослідженнях, у яких впроваджувались програмами вправ тривалістю від 8 до 14 тижнів, наразі недостатньо наукових доказів щодо корисного чи наприклад, шкідливого впливу фізичних вправ, на людей із цирозом печінки — на смертність від усіх причин, захворюваність (зокрема як серйозні та несерйозні несприятливі події), якість життя пов'язану зі здоров'ям, фізичну спроможність та антропоморфні показники. Ці висновки були зроблені на основі досліджень низької або дуже низької якості, що вимагає подальших спостережень вищої якості, особливо для оцінки їх впливу на клінічні результати.[джерело?]

### Пересадка
Якщо виникає печінкова недостатність, то слід поставити питання про трансплантацію печінки від донора. Виживаність після трансплантації печінки покращилася протягом 1990-х років, і зараз п'ятирічна виживаність вже становить близько 80 %. Рівень виживання значною мірою залежить від тяжкості захворювання та інших медичних чинників реципієнта.